# Leptura abdominalis
Leptura abdominalis är en skalbaggsart som först beskrevs av Samuel Stehman Haldeman 1847.  Leptura abdominalis ingår i släktet Leptura och familjen långhorningar. Inga underarter finns listade i Catalogue of Life.